# HPTE
HPTE或2,2-双(4-羟苯基)-1,1,1-三氯乙烷（英語：2,2-bis(4-hydroxyphenyl)-1,1,1-trichloroethane）是有机氯杀虫剂甲氧滴滴涕在人体中的初级代谢产物。HPTE和双酚A等结构上类似，是一种內分泌干擾素，带有雌激素活性，可干扰孕酮生成并抑制3α-羟基类固醇脱氢酶活性。